# Henry Barakat
Henry Barakat (in arabo هنري بركات‎?; Il Cairo, 11 giugno 1914 – Il Cairo, 27 maggio 1997) è stato un regista egiziano.

## Biografia
Considerato uno dei principali registi egiziani della sua epoca, nasce in una famiglia di religione cristiana. Il suo debutto cinematografico avviene nel 1942 e prosegue con la regia di novantasette pellicole fino al 1993.

## Filmografia
- Doa al karawan (1959)
- Hasan wa Naimah (1959)
- El haram (1965)

## Premi e riconoscimenti

### Festival internazionale del cinema di Berlino
- 1959: - Nominato all'Orso d'oro per Hasan wa Naimah
- 1960: - Nominato all'Orso d'oro per Doa al karawan

### Festival di Cannes
- 1965: - Nominato alla Palma d'oro per El haram